# 대전복합터미널

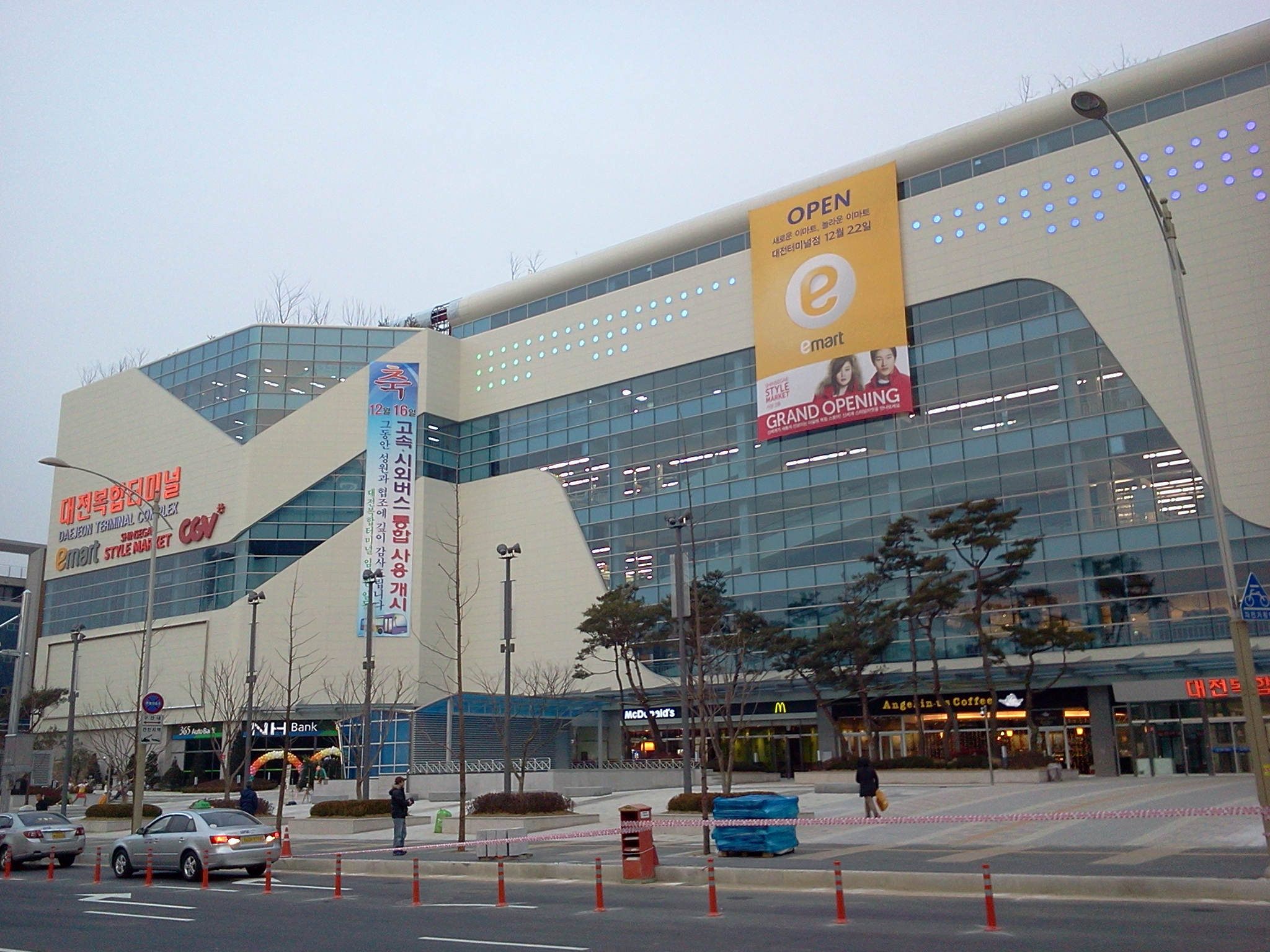
대전복합터미널 전경

대전복합터미널은 대전광역시 동구 용전동에 있는 시외·고속버스 종합 터미널이다. 기존에 있던 대전동부시외버스터미널과 대전고속버스터미널이 통합하여 2009년 12월 23일에 착공식을 갖고 2011년 12월 16일에 준공한 터미널이다. 기존에 있던 고속버스와 시외버스 모두를 전국에 걸쳐 운행하고 있다. 건물은 옛 고속버스터미널 부지에 연면적 95,863m2에 지하 2층, 지상 6층 규모로 지어진 서관과, 옛 동부시외버스터미널 부지에 연면적 19,055m2에 지하1층, 지상 4층 규모로 지어진 동관으로 구성되어 있다. 승차동인 서관에는 2층에 신세계 스타일 마켓과 3·4층에 이마트 대전터미널점이, 하차동인 동관 2층에는 영풍문고와 3층에 CGV 등이 들어서며 양 건물은 환승 통로를 통해 연결된다.
고속버스를 운행하는 운수 회사는 11개의 회사가 있고, 시외버스 혹은 직행버스를 운행하는 운수회사는 21개가 있다. 승차동에서 1번부터 13번까지, 22번, 29번 플랫폼은 고속버스가, 14번부터 21번까지, 23번부터 28번까지, 30번부터 34번까지는 시외버스가 사용하는 플랫폼으로 되어 있고, 플랫폼 35번은 예비 플랫폼으로 사용되고 있지 않다.

## 연혁
| 대전시외버스터미널 연혁 - 1980년 3월 19일 : 대전시외버스종합터미널주식회사 설립 - 1980년 9월 12일 : 대전시외버스터미널 준공 - 1980년 10월 1일 : 대전시외버스종합터미널 공용개시 - 1993년 8월 6일 : 터미널 증축공사 완료 - 2009년 12월 23일 : 대전복합터미널 착공식 대전복합터미널 공사 착공 - 2010년 3월 2일 : 임시대전시외버스터미널 신축 및 운영개시 - 2011년 6월 15일 : 대전복합터미널주식회사 상호 변경 | 대전고속버스터미널 연혁 - 1974년 4월 12일 : 고속버스 여객자동차 정류장 지구 확정 (건설부고시 제132호) - 1974년 12월 21일 : 삼양산업개발주식회사 설립 - 1976년 1월 31일 : 대전고속버스공용정류장 사업 면허 취득 - 1976년 5월 31일 : 대전고속버스공용정류장 공사 착공 - 1979년 4월 20일 : 대전고속버스공용정류장 운영 개시 - 1999년 9월 27일 : 대전고속버스터미널주식회사로 상호변경 - 2009년 12월 23일 : 임시 대전고속터미널 신축 및 운영개시 대전복합터미널 공사 착공 |  |

통합 이후 연혁
- 2011년 12월 16일 : 시외터미널/고속터미널 복합 신축 준공, 종합버스터미널 통합.
- 2014년 5월 22일 : 보령행 노선(무정차, 공주 및 청양 경유) 신설[2]
- 2014년 6월 30일 : 파주(문산)행 고속버스 노선(운정 경유) 신설[3]
- 2014년 7월 15일 : 춘천행 노선 일부 4회 세종시 추가 경유[4]
- 2014년 8월 20일 : 장항행 노선(서천 경유) 신설[5]
- 2014년 10월 15일 : 금남고속에서 운행하던 익산행 노선 및 부안행 노선(익산, 김제 경유) 폐지[6]
- 2014년 11월 20일 : 장항행 노선 부여 추가 경유[7]
- 2015년 4월 2일 : 장항행 노선 일부 2회 공주역 추가 경유[8]
- 2015년 4월 23일 : 수원행 노선(영통 경유) 폐지[9]
- 2015년 6월 1일 : 금호고속에서 운행하던 경주행 고속버스 노선 폐지[10]
- 2015년 7월 6일 : 파주행 고속버스 노선 일부 3회 대전청사 미경유[11]
- 2015년 7월 17일 : 전북고속에서 운행하던 여수행 노선(순천 경유) 폐지[12]
- 2015년 8월 1일 : 삼천포행 노선(진주, 사천 경유) 용현(사천시청) 추가 경유[13]
- 2015년 8월 13일 : 고양행 노선(세종시 경유) 향남 추가 경유[14]
- 2015년 8월 17일 : 안양행 노선 의왕(고천) 추가 경유[15]
- 2015년 11월 14일 : 송탄행 노선(평택 경유) 일부 3회 세종시, 세종청사 추가 경유[16]
- 2015년 12월 11일 : 이천행 노선 일부 5회 여주까지 연장 신설[17]
- 2015년 12월 22일 : 서부산행 고속버스 노선 신설[18]
- 2016년 4월 5일 : 영주행 시외버스 노선 일부 시간대 경북도청 추가 경유[19]
- 2016년 5월 2일 : 속리산행 시외버스 노선 사회복무센터 추가 경유[20]
- 2016년 5월 18일 : 고양행 시외버스 노선 세종시, 세종청사 미경유로 변경[21]
- 2016년 6월 1일 : 진천행 시외버스 노선 충북혁신도시로 연장 운행[22]
- 2016년 6월 20일 : 백무동행 시외버스 노선 서상 추가 경유[23]
- 2016년 9월 12일 : 영동행 시외버스 노선 신설[24]
- 2017년 1월 24일 : 서울남부 발 김천행 직통 시외버스 노선 신설[25]
- 2017년 3월 14일 : 구미행 시외버스 노선 일부 시간 김해공항까지 연장 운행[26]
- 2017년 7월 18일 : 당진, 태안, 서산 노선 고속버스 노선으로 전환[27], 순천 경유 여수행 시외버스 노선 임시 운행[28]
- 2018년 2월 20일 : 오산, 수원행 시외버스 노선 일부 시간 세종시, 세종청사 경유로 변경[29]
- 2018년 5월 16일 : 중부고속에서 운행하던 내서 경유 마산행 고속버스 노선 폐지[30]
- 2018년 6월 14일 : 해인사행 시외버스 노선 거창으로 단축 운행[31]
- 2018년 7월 20일 : 인천행 고속버스 노선 프리미엄 고속버스 운행 개시[32]
- 2018년 7월 25일 : 세종시, 세종청사 경유 춘천행 노선 대전 ↔ 세종시 구간 승차 중지[33]
- 2018년 8월 27일 : 서부산(사상)행 고속버스 노선 평일, 주말 시간 구분 운행[34]
- 2018년 9월 1일 : 순천 경유 여수행 시외버스 노선 운행 중단[35]
- 2019년 7월 2일 : 통영행, 고현행 고속버스 노선 통합[36]

## 승차홈

### 시외버스
| 출발홈 | 행선지                     |
| ------ | -------------------------- |
| 1      | 울산                       |
| 2      | 인천                       |
| 3      | 광주                       |
| 4      | 전주                       |
| 5      | 동서울, 상봉               |
| 6      | 서울경부                   |
| 7      | 서울경부                   |
| 8      | 서울경부                   |
| 9      | 포항                       |
| 10     | 대구                       |
| 11     | 부산, 부산서부, 파주(문산) |
| 12     | 천안                       |
| 13     | 강릉                       |

| 출발홈 | 행선지                                                                      |
| ------ | --------------------------------------------------------------------------- |
| 14     | 인천공항, 김포공항                                                          |
| 15     | 고양(일산), 신갈, 용인, 서울남부, 하남, 일죽, 광주(경기), 장호원            |
| 16     | 이천, 의정부, 동두천, 춘천                                                  |
| 17     | 안산, 안양, 안성, 의왕                                                      |
| 18     | 성남, 부천                                                                  |
| 19     | 천안, 아산                                                                  |
| 20     | 수원, 영통, 오산, 평택, 송탄                                                |
| 21     | 마산, 창원, 김해                                                            |
| 22     | 진주, 사천, 삼천포                                                          |
| 23     | 사천, 남해, 고성(경남), 진교, 통영, 인월, 고현(거제), 장승포, 백무동        |
| 24     | 황간, 구미, 김천, 의성, 함양, 안동, 거창, 해인사, 영주(고속)                |
| 25     | 무주, 구천동, 안성(전북), 장계, 남원, 광양, 여수, 일동, 철원                |
| 26     | 군산, 서천, 장항, 부여                                                      |
| 27     | 공주, 논산, 보령, 청양                                                      |
| 28     | 금산, 마전                                                                  |
| 29     | 당진, 기지시, 서산, 태안                                                    |
| 30     | 예산, 당진, 홍성, 서산, 태안, 삽교, 합덕, 안면도, 해미                      |
| 31     | 원주, 강릉, 횡성, 동해, 홍천, 삼척, 인제, 속초, 양구                        |
| 32     | 청주, 남청주                                                                |
| 33     | 청주공항, 충주, 음성, 증평, 제천, 진천                                      |
| 34     | 옥천, 점촌, 보은, 예천, 속리산,영동, 영주, 청산, 상주, 영월, 고한사북, 태백 |
| 35     | 예비                                                                        |

## 운행 노선

### 고속버스
- 경주행 노선이 2015년 5월 31일을 마지막으로 폐지됐다.
- 태안, 서산, 당진행 노선이 2017년 7월 22일부터 전환고속 노선 인가를 받아 고속버스 노선으로 변경되었다.
- 마산행 노선이 2018년 5월 16일부터 운행 중지되었다.

| 운행 노선           | 운행업체                                     | 운행구간 | 운행구간 | 운행구간 | 경유지               | 배차 간격 (분)       | 시간표                                                        |
| ------------------- | -------------------------------------------- | -------- | -------- | -------- | -------------------- | -------------------- | ------------------------------------------------------------- |
| 대전복합 ↔ 강릉     | 대원고속                                     | 대전복합 | ↔        | 강릉     | 횡성휴게소           | 9회                  | 06:40, 08:40, 10:00, 11:40, 13:20, 15:00, 16:40, 18:00, 19:40 |
| 대전복합 ↔ 광주     | 금호고속 중앙고속                            | 대전복합 | ↔        | 광주     | 대전청사             | 30                   | 첫차:06:00(대전 기준) 막차:22:00(대전복합 기준)               |
| 대전복합 ↔ 동대구   | 동양고속 한일고속                            | 대전복합 | ↔        | 동대구   | 서대구               | 40~50                | 첫차:06:00(대전복합 기준) 막차:20:40(대전복합 기준)           |
| 대전복합 ↔ 동서울   | 금호고속 동양고속 중앙고속 천일고속 한일고속 | 대전복합 | ↔        | 동서울   | 무정차               | 30                   | 첫차:06:00(대전복합 기준) 막차:22:00(대전복합 기준)           |
| 대전복합 ↔ 부산     | 금호고속 한일고속                            | 대전복합 | ↔        | 부산     | 무정차               | 6회                  | 08:00, 10:00, 12:40, 15:10, 17:00, 19:00                      |
| 대전복합 ↔ 부산서부 | 금호고속                                     | 대전복합 | ↔        | 부산서부 | 무정차               | 3회                  | 08:50, 13:30, 18:00                                           |
| 대전복합 ↔ 상봉     | 금호고속 중앙고속 한일고속                   | 대전복합 | ↔        | 상봉     | 무정차               | 7회                  | 07:10, 10:10, 12:10, 13:30, 16:30, 18:40, 20:00               |
| 대전복합 ↔ 서울경부 | 금호고속 동양고속 중앙고속 천일고속 한일고속 | 대전복합 | ↔        | 서울경부 | 무정차               | 5~20                 | 첫차:06:00(대전복합 기준) 막차:24:00(대전복합 기준)           |
| 대전복합 ↔ 울산     | 삼흥고속 대원고속                            | 대전복합 | ↔        | 울산     | 신복                 | 6회(월-금) 9회(토일) | 첫차:07:00(대전복합 기준) 막차:19:40(대전복합 기준)           |
| 대전복합 ↔ 인천     | 삼화고속 금호고속                            | 대전복합 | ↔        | 인천     | 무정차               | 30                   | 첫차:06:00(대전복합 기준) 막차:22:00(대전복합 기준)           |
| 대전복합 ↔ 전주     | 동양고속 중앙고속                            | 대전복합 | ↔        | 전주     | 대전청사, 호남제일문 | 30                   | 첫차:06:30(대전복합 기준) 막차:22:30(대전복합 기준)           |
| 대전복합 ↔ 진주     | 경전고속                                     | 대전복합 | ↔        | 진주     | 인삼랜드휴게소, 개양 | 4회                  | 09:00, 12:00, 15:00, 18:00                                    |
| 대전복합 ↔ 천안     | 동양고속                                     | 대전복합 | ↔        | 천안     | 천안 나들목          | 15~20                | 첫차:06:30(대전복합 기준) 막차:21:10(대전복합 기준)           |
| 대전복합 ↔ 서산     | 충남고속 한양고속                            | 대전복합 | ↔        | 서산     | 무정차               | 30~60                | 첫차:06:50(대전복합 기준) 막차:20:50(대전복합 기준)           |
| 대전복합 ↔ 당진     | 충남고속 한양고속                            | 대전복합 | ↔        | 당진     | 기지시               | 30~60                | 첫차:07:00(대전복합 기준) 막차:21:10(대전복합 기준)           |
| 대전복합 ↔ 태안     | 충남고속 한양고속                            | 대전복합 | ↔        | 태안     | 무정차               | 10회                 | 첫차:07:40(대전복합 기준) 막차:20:40(대전복합 기준)           |
| 대전복합 ↔ 포항     | 동양고속 천일고속                            | 대전복합 | ↔        | 포항     | 포항시청             | 60                   | 첫차:06:30(대전복합 기준) 막차:22:20(포항 기준)               |

### 시외버스
- 일부 노선은 고속면허로 인가된 노선이 있다.

| 방면        | 행선지 |
| ----------- | --- |
| 수도권 방면 | 고양, 경기광주, 김포공항, 내촌, 동두천, 부천, 서울남부, 성남, 송탄, 수원, 신갈, 안산, 안성, 안양(호계동, 비산동), 영통입구, 오산, 용인, 운천, 의정부, 이천, 인천국제공항, 일동, 일죽, 장현, 장호원, 평택, 하남, 연천, 문산, 금촌                                                                           |
| 강원권 방면 | 강릉, 고한사북, 공근, 동송, 동해, 삼척, 속초, 신철원, 양구, 영월, 원주, 춘천, 홍천, 횡성, 태백 |
| 충청권 방면 | 감곡, 공주, 괴산, 금산, 기지시, 남청주, 내포시, 논산, 당진, 만리포, 보은, 보령, 부여, 사회복무센터, 삽교천, 서산, 서천, 속리산, 승언리, 신례원, 신창, 신평, 아산, 영동, 연무대, 예산, 오창, 옥천, 음성, 장항, 제천, 증평, 진천, 천안, 청산, 청주, 청주국제공항, 청양, 충북혁신도시, 충주, 태안, 홍성, 황간 |
| 호남권 방면 | 광양, 구천동, 군산, 남원, 대둔산, 무주, 백무동, 여수, 장수 |
| 영남권 방면 | 가야, 거제(고현), 거창, 경북도청, 고성, 구미, 군위, 김천, 김해공항, 김해, 남해, 봉화, 백무동, 마산, 사천, 삼천포, 상주, 서상, 안동, 영주, 예천, 용궁, 인월, 의성, 장승포, 점촌, 진교, 진주, 창원, 춘양, 통영, 함양, 합천                                                                                   |